# Villavieja (kommun)
Villavieja är en kommun i Colombia.   Den ligger i departementet Huila, i den centrala delen av landet, 190 km sydväst om huvudstaden Bogotá. Antalet invånare är 7 374.